# Palicourea rigidifolia
Palicourea rigidifolia är en måreväxtart som först beskrevs av John Duncan Dwyer och M.Victoria Hayden, och fick sitt nu gällande namn av John Duncan Dwyer. Palicourea rigidifolia ingår i släktet Palicourea och familjen måreväxter. Inga underarter finns listade i Catalogue of Life.